# Vatroslav Lisinski
Vatroslav Lisinski (Zagreb, 8. srpnja 1819. ↓1 – Zagreb, 31. svibnja 1854.), bio je hrvatski skladatelj. Osnivač je hrvatske orkestralne glazbe.

## Životopis
Vatroslav Lisinski rođen je u Zagrebu 1819. godine. Rođen je u obitelji njemačko-židovskog podrijetla. Otac mu je bio Andrija Fuchs koji se je doselio početkom 19. stoljeća iz Novoga Mesta u Kranjskoj u Zagreb gdje se je bavio mesarskim zanatom i trgovinom, a majka mu je bila Anka (rođ. Kovačić), kći zagrebačkoga trgovca, udova Varaždinca Pečnika. Andrija Fuchs iz prvoga braka imao je sina Josipa. Andrija i Anka u drugome braku imali su osim Vatroslava još i kćer Mariju. Obitelj je u vrijeme Lisinskova rođenja živjela u donjogradskoj Ilici, u dvokatnici na sadašnjem broju 37. Kršten je 8. srpnja 1819. godine u tamošnjoj župnoj crkvi sv. Marka. Osnovnu školu pohađao je u rodnome gradu, u školi smještenoj između Popova tornja i samostana klarisa. Vatroslav Lisinski pohađao je Klasičnu gimnaziju u Zagrebu koju je počeo polaziti 1831. godine, a koju je završio 1837. godine. Studij filozofije počeo je pohađati 1837. godine i prvu je godinu opetovao. Završio je dvogodišnji studij filozofije (1840. godine), te potom i dvogodišnji studij prava (1842. godine) na Kraljevskoj akademiji znanosti u Zagrebu.
Glazbu je počeo učiti u trećem ili četvrtom razredu gimnazije kod Rešla. Potom je nastavio kod učitelja zagrebačke učiteljske škole Jurja Sojke, te je nastavio učiti kod Jurja Karla pl. Wisnera-Morgensterna kod kojega je učio harmoniju i kontrapunkt. Prve poticaje za skladanje daje mu prijatelj, amaterski pjevač Alberto Ognjan pl. Štriga, pristaša ilirskog pokreta koji je 1841. godine osnovao prvo ilirsko pjevačko društvo i pridobio Lisinskog za dirigenta. Iste godine sklada svoje prvo djelo - solo pjesmu Iz Zagorja od prastara na tekst Pavla Štoosa (kasnije zamijenjen novim tekstom Dimitrija Demetra Prosto zrakom ptica leti).
U razdoblju od 1842. do 1847. godine zaposlen je kao bilježnik banskog stola i tada stvara više zborova, solo-pjesama, nekoliko klavirskih kompozicija (Slavonsko kolo) te prvu hrvatsku operu Ljubav i zloba. Libreto ove opere po zamisli Alberta Štrige napisao je Josip Car, a zatim preradio Dimitrija Demeter dok je instrumentalizaciju dotjerao Wisner-Morgenstern. Praizvedba opere, 28. ožujka 1846. godine, protekla je u znaku slavlja ilirskih ideja i taj nadnevak označen je kao povijesno važan u stvaranju hrvatskog umjetničkog izražaja. Lisinski je 1846. godine nakon praizvedbe njegove prve opere Ljubav i zloba, zbog napornoga rada oko skladanja i izvođenja iste, otišao u Mariju Bistricu na odmor, gdje je bio gostom tamošnjega župnika Ivana Krizmanića koji je bio istaknuti rodoljub i rado je primao domoljube i intelektualce iz ilirskoga kruga. Tijekom boravka u Mariji Bistrici susreo se je sa slovačkim rodoljubom Gustávom Zechenterom koji je nadahnut ljepotama Hrvatskoga zagorja napisao stihove na slovačkom jeziku, a Lisinski ih je uglazbio. Tako je 10. studenoga 1846. godine nastala njegova solopopijevka Pěsan Slovačka (Slovačka pjesma), koja je u ožujku sljedeće godine tiskana u Grazu.

U kolovozu 1847. godine Lisinski je s Albertom Štrigom, Ferdom Livadićem, Ljudevitom Pichlerom i Franjom Stazićem krenuo na koncertnu turneju po Srbiji i Vojvodini (Beograd, Pančevo i Novi Sad) izvodeći hrvatske i srpske skladbe. U povratku su se zadržali u Mitrovici gdje su također priredili koncert. Iste godine na jesen, u listopadu, odlazi na usavršavanje u Prag. Došavši u Prag smjestio se u stan u kojemu je prije njega odsjeo i Stanko Vraz, u ulici Obstgasse (današnja ulica nosi naziv 28. října ↓2). U Pragu je htio nastaviti glazbeno školovanje na tamošnjem znamenitom Konzervatoriju, no nije mogao zbog toga što je tada imao 28 godina a što je bilo više od propisane dobi koja je bila 20 godina starosti. Nakon što se nije uspio upisati na Konzervatorij nije prihvatio prijedlog ravnatelja Konzervatorija Jana Bedřicha Kittla da se upiše u tamošnju Orguljsku školu, nego je samo jedan semestar polazio predavanja iz tonskoga sloga kod ravnatelja te škole Karela Františeka Pitscha, a privatno je učio kompoziciju i instrumentaciju kod ravnatelja Konzervatorija Jana Bedřicha Kittla. Živio je skromno i u oskudici, pisavši obitelji kako mora plaćati stan, učitelja i karte za kazalište:
»Ujutro pojedem žemlju i za pet krajcera mlijeka, u podne juhu, meso i običan kolač – na pečenje sam zaboravio – pa onda do drugog dana ništa. Tako idem tu i tamo s praznim želucem u kazalište koje nisam mogao dobiti besplatno, a koje je za moju naobrazbu u dramskoj glazbi potrebnije nego ustima nužan zalogaj«.
Za vrijeme boravka u Pragu Vatroslav Lisinski bio je svjedokom revolucije 1848. godine. Tada bio je i članom hrvatskog izaslanstva na Slavenskom kongresu što se vidi u novinama Slavenski jug gdje je spomenut kao "Lisinski, Vatroslav, Hrvat iz Zagreba, gudbenik umietni").
Tijekom godina školovanja naučio je nekoliko stranih jezika, te je osim hrvatskoga jezika govorio odlično njemački, vrlo dobro latinski i vješto francuski, a češki kao i hrvatski, te nešto ruski jezik.
Prva njegova skladba iz praškoga razdoblja glazbenoga školovanja bila je Novo hrvatsko kolo. Godine 1849. vratio se je u Zagreb na školske praznike gdje je ostao listopada iste godine kada se vratio u Prag. No u Pragu je obolio i po želji Štriginoj vratio se je oko Božića u Zagreb. U Zagrebu je ostao do svibnja 1850. godine i u tome razdoblju promijenio je svoje obiteljsko ime Ignatius Fuchs (Fux) u Vatroslav Lisinski. Dopuštenje za promjenu imena od hrvatske vlade dobio je 7. siječnja 1850. godine. Koncem svibnja 1850. godine vratio se u Prag. Za boravka u Pragu skladao je i orkestralnu idilu Večer (1850.), niz uvertira (najuspjelija je revolucionarna Bellona iz 1849. godine) i najveći dio opere Porin (libreto je za ovo djelo napisao Dimitrija Demeter) koju je dovršio 1851. godine, nakon povratka u Zagreb. Praizvedbu ove opere, koja je bila 2. listopada 1897. godine na pozornici Hrvatskoga narodnoga kazališta u Zagrebu, pod dirigentskim vodstvom Nikole Fallera, Lisinski nije doživio.
Vrativši se u domovinu, početkom rujna 1850. godine, proživljavao je svoje posljednje godine života kreativno sputan materijalnom bijedom. Jedno vrijeme morao je privatno podučavati sviranje glasovira od čega je imao skromne prihode. Zbog slaboga tjelesnoga ustrojstva sve je više pobolijevao. U razdoblju od 1851. do 1853. godine bio je besplatni nadzornik školskih učionica Glazbenog zavoda, a nakon što je otpušten iz te službe prihvaća činovničko mjesto, sudbenog auskultanta (sudski pripravnik). Razočaran, osamljen, u oskudici i gotovo posve zaboravljen, u doba početka Bachova apsolutizma, skladao je malo. Po drugi puta bio je na odmoru u Mariji Bistrici nekoliko mjeseci 1851. godine.
Vatroslav Lisinki bio je najdarovitiji među skladateljima Ilirskog pokreta i prvi hrvatski profesionalni glazbenik koji je ujedno postavio temelje nacionalnom smjeru u Hrvatskoj, a posebice operi, solo-pjesmi, orkestralnoj i zborskoj glazbi. Iako nije analitički proučavao izvornu narodnu glazbu uspio se više od ostalih suvremenika približiti ideji Iliraca - stvaranju umjetničke glazbe zasnovane na narodnoj. Lisinski, u biti romantički lirik, svoje je najbolje dao u 70-ak solo pjesama, melodijski inventivnih, formalno raznolikih, a po ugođaju pretežito elegičkih. Hrvatski pjesnici koje je najviše uglazbljivao bili su Petar Preradović, Ivan Kukuljević Sakcinski, Ivan Trnski, Dragutin Rakovac, Dimitrija Demeter i ini, a od čeških pjesnika bili su to Jaromír Václav Picek i Bedřich Václav Jablonsky. Njegovo posljednje glazbeno djelo, nadgrobnica, četveropjev Jeder Mensch muss sterben (Svaki čovjek mora umrijeti), koje je skladao pred smrt i koje je zaželio neka mu se otpjeva na pokopu, izgubljeno je.
Umro je u Zagrebu od vodene bolesti ↓3, 31. svibnja 1854. godine, ne navršivši 35 godina života. Umro je u kući u Jurjevskoj ulici (danas br. 30 ↓4).
Prvotno bio je pokopan na Rokovu groblju, 1. lipnja 1854. godine. Dne 15. listopada 1885. godine, nakon dovršetka gradnje arkada na zagrebačkome groblju Mirogoju, njegovi posmrtni ostatci preneseni su u arkadu preporoditelja.

## Djela

### Izbor iz djela
| - Iz Zagorja od prastara, 1841. (od 1847. Prosto zrakom ptica leti) ↓5 - Oj talasi mili ajte, 1841. - Slavonsko kolo, 1841. - Hrvatsko kolo, 1841. - Putnik, 1844. - Tam gdje stoji, 1844. - Bělana, 1845. - Pěsan Slovačka (Slovačka pjesma), 1846. - Prosjak, 1846. |  | - Miruj, miruj srce moje, 1846. - Liebe und Ferne (Ljubav i daljina), 1846. - An die Mädchen (Djevojkama), 1846. - Die Botschaft (Poruka), 1846. - Der blinde Fischer (Slijepi ribar), 1846. - Na vjetar, 1847. - Nad Berounkoum pod Tetínem (Nad Berounkom pod Tetinom), 1848. - Ribar, 1848. - Bellona, 1849. |  | - Vltava, 1849. - Vojenska píseň, (Vojnička pjesma), 1849. - Večer, 1850. - Moja lađa, 1850. - Tuga djevojke, 1850. - Tuga, 1851. - Car Dušan, 1851. - Dvie ptice, 1852. - Cum invocarem (Kad te zazovem), 1852. |

### Opere
- Ljubav i zloba, 1846.
- Porin, 1851.

## Spomen
- Ulica u Zagrebu 1878. godine dobila je ime po njemu, te je time Vatroslav Lisinski postao prvim skladateljem po kojemu je jedna zagrebačka ulica dobila ime.[22]
- Godine 1889. osnovano je u Našicama Hrvatsko kulturno društvo "Lisinski", kao pjevačko društvo.[23]
- Godine 1895. Robert Frangeš-Mihanović uradio je u bronci poprsje Vatroslava Lisinskoga, Glava Lisinskog.[24]
- Godine 1910. osnovano je Hrvatsko pjevačko društvo "Lisinski" iz Zagreba (od 1966. godine Vokalni ansambl "Vatroslav Lisinski").[25]
- Lisinskom je posvećen Lisinski, igrano-dokumentarni film Oktavijana Miletića koji je godine 1944. snimljen u tadašnjoj NDH, a koji se smatra prvim hrvatskim dugometražnim filmom.
- Trg u osječkoj Tvrđi od 1952. godine nosi njegovo ime.[26]
- Jedna ulica u Zadru nosi njegovo ime. Nalazi se pored parka Vruljica. U Zadarskoj županiji također i grad Pag ima ulicu s njegovim imenom.[27]
- U Beogradu od 1953. godine postoji glazbena škola koja nosi njegovo ime.
- Godine 1959. Hrvatsko kulturno društvo "Lisinski" postavilo je u Našicama kod dvorca obitelji Pejačević poprsje Vatroslava Lisinskoga, rad akademskog kipara Belizara Bahorića.
- Glazbena škola u Gundulićevoj 4 u Zagrebu od 1962. godine nosi njegovo ime.[28]
- Matica hrvatska postavila je 1966. godine, prigodom proslave 130. obljetnice hrvatskoga narodnoga preporoda, spomen-ploču na kući u Opatičkoj 21 u Zagrebu, u kojoj su se sastajali hrvatski preporoditelji i u kojoj je Lisinski 1846. godine skladao operu Ljubav i zloba.[29]
- Njegovo poprsje, rad kipara Vanje Radauša, postavljeno je 1969. godine na križanju Jurjevske i Mlinarske ulice u Zagrebu.[22]
- Hrvatsko društvo skladatelja utemeljilo je 1970. godine nagradu "Vatroslav Lisinski" za skladateljski, muzikološki i organizacijski rad.
- Po njemu ime nosi i zagrebačka Koncertna dvorana Vatroslav Lisinski, izgrađena 1973. godine.
- Hrvatsko društvo skladatelja utemeljilo je 1994. godine, s Hrvatskom radiotelevizijom, Hrvatskom diskografskom udrugom i Hrvatskom glazbenom unijom, diskografsku nagradu "Porin".
- Hrvatska pošta 1994. godine izdala je poštansku marku s njegovim likom u seriji poštanskih maraka Povijest hrvatske glazbe.[30]
- Hrvatska pošta 2019. godine izdala je poštansku marku s njegovim likom u seriji poštanskih maraka Znameniti hrvati.[31]
- U 2019. godini, povodom 200. obljetnice rođenja Vatroslava Lisinskoga diljem Hrvatske održavaju se manifestacije, koncerti i događanja njemu u spomen.

## Galerija
- Brončano poprsje Vatroslava Lisinskoga, rad Roberta Frangeš-Mihanovića
- Lisinski Oktavijana Miletića, 1944.
- Poprsje Vatroslava Lisinskoga u Našicama
- Spomen-ploča na kući u Opatičkoj 21 u Zagrebu, u kojoj su se sastajali hrvatski preporoditelji i u kojoj je Lisinski skladao operu Ljubav i zloba
- Poprsje Lisinskoga na križanju Jurjevske i Mlinarske ulice u Zagrebu, rad kipara Vanje Radauša

## Poveznice
- Hrvatski skladatelji klasične i folklorne glazbe
- Lisinski (1944.)